# Altes Theater Heilbronn

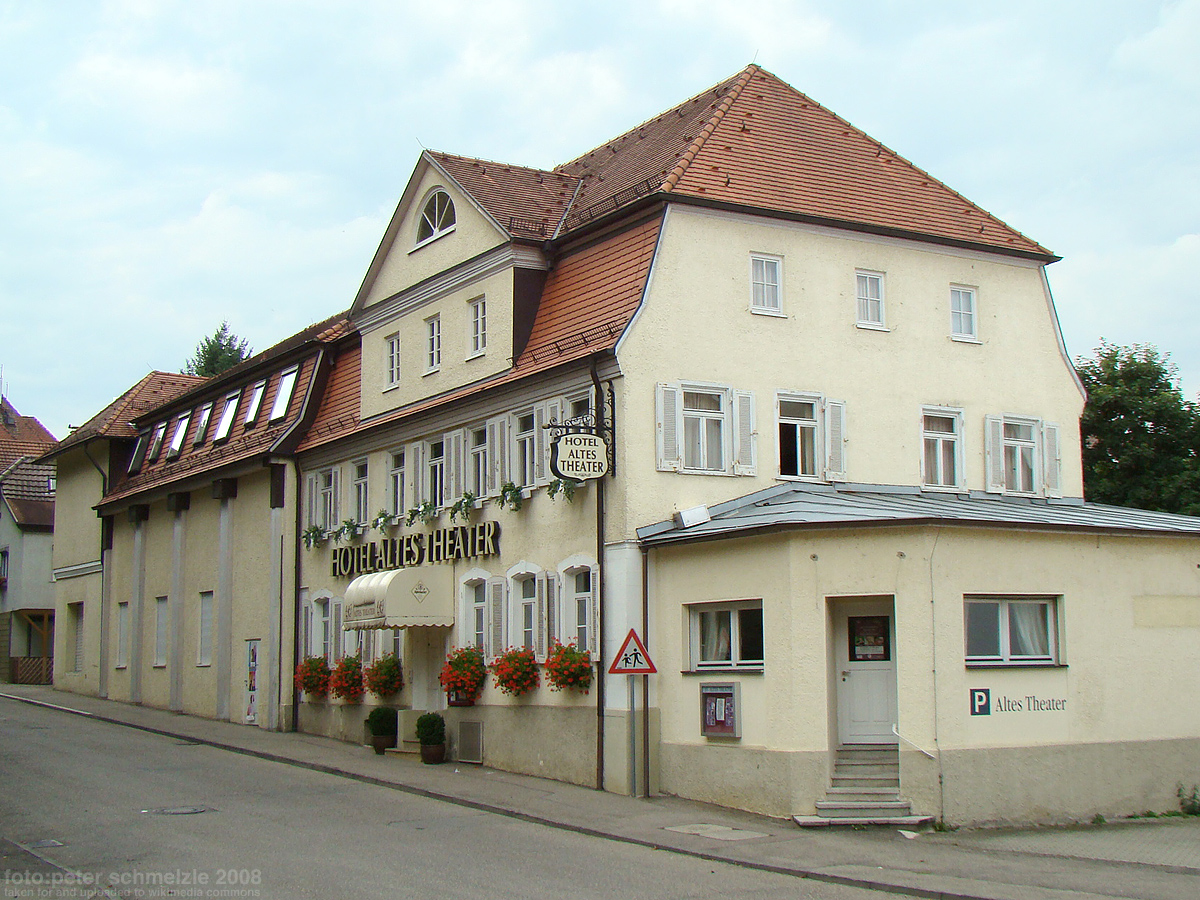
Altes Theater in Heilbronn-Sontheim

Das Alte Theater Heilbronn (vormals Gasthof zur Sonne) an der Lauffener Straße 2 im Heilbronner Stadtteil Sontheim ist ein Kulturdenkmal. Der Gasthof mit Hotel und Saalbau wird seit längerem kulturell genutzt.

## Geschichte
Erstmals erwähnt wurde das Gebäude im Jahre 1677. Im Jahre 1720 erfolgte ein Neubau an gleicher Stelle. Ein Umbau fand noch im ersten Viertel des 19. Jahrhunderts statt.
Das Gebäude beherbergte einst den Gasthof zur Sonne. Im so genannten Sonnen-Saal von 1897, der später mehrfach erweitert wurde, fanden 1946 die ersten Heilbronner Theateraufführungen nach dem Zweiten Weltkrieg statt. Ab 1949 diente der Saal auch als Kino. 1991 ereignete sich ein Brand im Gebäude, anschließend wurde es saniert und als Varieté, Restaurant und Hotel Altes Theater genutzt. Das Ehepaar Bulling, das die Anlage zuletzt betrieb, legte den Schwerpunkt weg vom Varieté auf Kabarett und ein Crossover aus Musik und zeitgenössischem Theater. Von 2006 bis 2013 fanden etwa 600 Veranstaltungen statt. Dabei wurden auch Eigenproduktionen wie Yasmina Rezas Kunst gezeigt. Die Eigentümer Bulling haben das Haus im Juni 2013 geschlossen und zum Verkauf angeboten, statt des Betriebs eines eigenen Hauses möchten sie sich künftig nur noch der Produktion von Bühnenstücken und Fernsehformaten widmen.
Die neuen Besitzer führen den Kulturbetrieb mit einer Mischung aus Theater und Konzerten fort.

## Beschreibung
Das Gebäude ist ein zweigeschossiger Putzbau mit Zwerchgiebel über dem Eingang. Die Gewände der Türen und Fenster haben eine Keilsteinverzierung. Das Gebäude hat ein profiliertes Traufgesims. Es ist ein Beispiel für den Übergang von Barock zum Klassizismus.
In dem Gebäude befindet sich ein Veranstaltungssaal mit Plätzen für 180 Gäste. Das Haus umfasst außerdem 14 Zimmer und eine Wohnung für den Pächter. Die Nutzfläche beträgt etwa 1000 Quadratmeter.